# Cystolithe

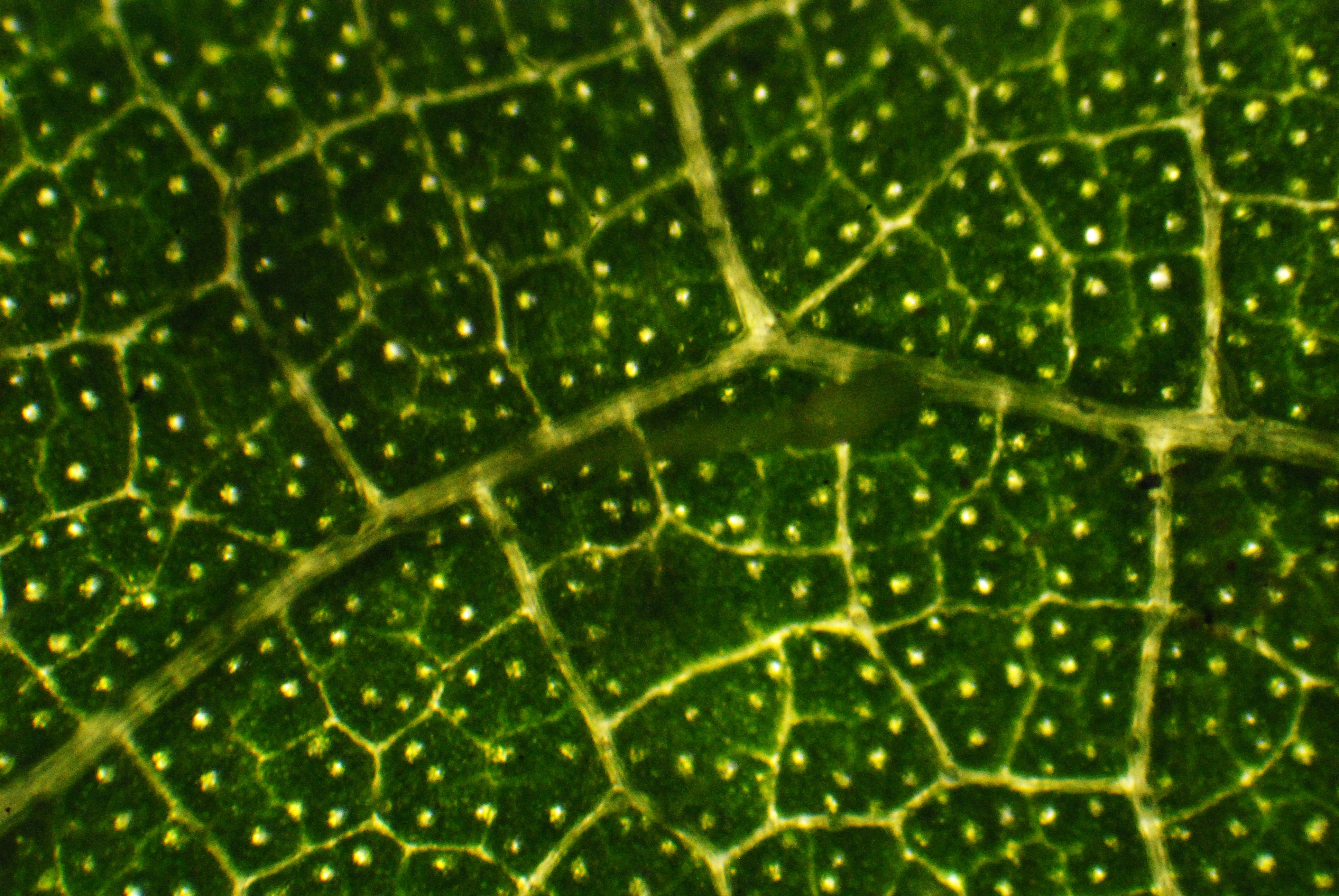
Détail des cystolithes dans une feuille de grande ortie.

Un cystolithe est une masse de cristaux inorganiques, généralement de carbonate de calcium, se formant dans des cellules spécialisées des feuilles de certaines espèces d’angiospermes.
On trouve des cystolithes dans les feuilles de certains Ficus (ex : Ficus carica, Ficus elastica), dans les poils foliaires du Houblon (Humulus lupulus), mais aussi chez les Urticaceae.

## Formation
Ces cristaux se forment à partir d’une trame de cellulose qui sera imprégnée de carbonate de calcium, reliée à la paroi par un pédoncule qui sera imprégné de silice.

## Fonction
La rôle des cystolithes est mal connu. Ils pourraient avoir pour fonction de réguler le pH cytoplasmique (rôle de pH stat) afin de neutraliser l'excès d'ions hydroxyle libérés pendant la réduction des nitrates dans la feuille.